# 페루의 행정 구역
페루의 행정 구역은 19세기 초 스페인으로부터 독립한 이후로 수시로 바뀌었다.